# Typ AII (Straßenbahn Timișoara)
Als Typ AII wird ein zwei Fahrzeuge umfassender Typ zweiachsiger Beiwagen der Straßenbahn Timișoara in Rumänien bezeichnet. Die normalspurigen Wagen mit Holzaufbau entstanden in Eigenregie des örtlichen Verkehrsbetriebs, damals noch Tramvaiele Comunale Timișoara (T.C.T.) genannt.

## Geschichte
Bereits in den Jahren 1919 und 1920 wurden zusammen zwölf der insgesamt 17 – damals bereits stark verschlissenen – ersten Triebwagen von 1899, die ursprünglich von der Waggonfabrik János Weitzer stammten, zu Beiwagen umgebaut und schließlich ab 1922 als Typ A bezeichnet. 1921 demotorisierte die T.C.T. dann auch die Triebwagen 7 und 13. Anders als die zuvor demotorisierten Triebwagen wurden diese beiden jedoch total rekonstruiert und deshalb ab 1922 als Typ AII geführt. Nach den Beiwagen 01 bis 03 aus der Zeit des Ersten Weltkriegs, war die hier behandelte Baureihe der zweite Beiwagentyp, welcher bei der Straßenbahn Timișoara im Eigenbau entstand. Anstatt weitere Weitzer-Triebwagen total zu rekonstruieren, entschied sich die Gesellschaft jedoch ab 1922 die 14 Beiwagen des Typs C neu zu bauen – die ihrerseits Nachbauten der Ursprungsfahrzeuge von 1899 waren. Die beiden AII-Beiwagen kamen dabei mit fast allen zweiachsigen Triebwagentypen zum Einsatz, das heißt mit den Baureihen B (von Beginn an), D (von Beginn an), DII (ab 1922), F (ab 1925), FII (ab 1927) und Pionier (ab 1958).

## Umnummerierung
Während alle nicht rekonstruierten Beiwagen des Typs A bereits bis 1928 ausgemustert wurden, waren die beiden hier behandelten Fahrzeuge noch deutlich länger im Einsatz. Im Zuge der systematischen Umnummerierungsaktion im Frühjahr 1964 erhielten sie – als älteste Wagen im Bestand – noch die neuen Nummern 1 (ehemals 7) und 2 (ehemals 13) zugeteilt. Damals verkehrten die beiden Anhänger, zusammen mit den letzten noch nicht umgebauten C-Wagen, nur noch auf der Linie 7. Diese wurde ab ihrer 1958 erfolgten Umstellung auf Ringverkehr – zunächst noch als Linie 5 bezeichnet – im Einrichtungsverkehr betrieben, wobei die Beiwagen ihre beidseitigen Einstiege behielten. Wie die C-Wagen wurden auch die beiden AII-Wagen ab 1964 als Typ R.2 bezeichnet.
1966 bildete die Straßenbahngesellschaft schließlich vier festgekuppelte Dreiwagenzüge für die Linie 4 in die Mehala. In zwei von ihnen dienten die beiden AII-Wagen als Mittelbeiwagen, während für die anderen beiden die letzten zwei damals noch vorhandenen C-Wagen verwendet wurden. Wagen 1 lief fortan zwischen dem FII-Wagen 105 und dem F-Wagen 106, Wagen 2 entsprechend zwischen dem F-Wagen 101 und 102.

## Ausmusterung
Als schließlich die Oberleitungsbuslinie 3 zum 11. März 1970 über den Bulevardul Cetății hinaus bis zur Piața Avram Iancu verlängert wurde, stellte das Verkehrsunternehmen die Straßenbahnlinie 4 wegen Wagenmangel vorübergehend ein. Während die beiden Zwillingstriebwagen 101-102 und 105-106 fortan ohne Mittelwagen auf anderen Linien zum Einsatz kamen, wurden die beiden AII-Wagen ausgemustert. Sie waren damals die letzten Beiwagen mit Holzaufbau und zudem die letzten Wagen mit offenen Plattformen überhaupt. Weder Wagen 1 noch Wagen 2 blieben erhalten.